# Sielec Bieńków (przystanek kolejowy)
Sielec Bieńków (ukr. Селець-Беньків) – przystanek kolejowy w miejscowości Tartak, w rejonie lwowskim, w obwodzie lwowskim, na Ukrainie. Położony jest na linii Lwów – Łuck – Kiwerce.
Nazwa pochodzi od pobliskiej miejscowości Sielec Bieńków.

## Historia
Stacja kolejowa została otwarta, gdy tereny te należały do Austro-Węgier. W II Rzeczypospolitej stacja nosiła obecną nazwę. Przebudowana do przystanku po upadku Związku Sowieckiego.